# 普兰店湾
39°19′N 121°40′E / 39.317°N 121.667°E
普兰店湾旧名亚当湾，位于中国辽宁省南部，普兰店市西2公里，北起普兰店市至西中岛，南至葫芦套、蚂蚁岛一线，海湾呈葫芦状，由西南向东延伸大陆。岸线长210公里，水域面积613平方公里，湾内水深1.5～3米，潮差2～3米，为规则半日潮汐。有鞍子河等注入。海滩与阶地相连，形成大面积的盐田和滩涂，是制盐的天然良场。湾内水产资源丰富。